# سادية مازوخية
سادية مازوخية أو سادية – مازوخية (وقد تكتب: سادية ماسوشية) (بالإنجليزية: Sadomasochism) هو نيل وحصول المُتعة من خلال القيام بالأعمال التي تتضمن إيصال أو إلحاق الألم أو الإذلال. تُعّرف السادية على أنها اضطراب نفسي يتجسّد في التلذّذ بإلحاق الألم على الطرف الآخر أو الشخص ذاته. أيّ التلذّذ بالتعذيب عامةً، بينما المازوخية فهي اضطراب نفسي يتجسّد في التلذّذ بِالألم الواقع على الشخص ذاته. أيّ التلذذ بالاضطهاد عامةً. وعموماً لا تعد السادية–المازوخية اضطرابا جنسيا إلا في حالة تسبب هكذا ممارسات بضائقة أو خلل يتطلب التشخيص.
غالباً ما يُستخدم الاختصار S&M للتعبير عن السادية المازوخية (sadomasochism) باللغة الإنجليزية، وعلى الرغم من أن الممارسين أنفسهم عادةً ما يحذفون علامة العطف ويستخدمون اختصار S-M أو SM أو S/M عند كتابتها في جميع أنحاء الأدب. لا تعتبر السادية المازوخية مرضاً شبيهاً بالشذوذ السريري إلا في حال أدت هذه الممارسات إلى حالة من الاضطراب أو الخلل في التشخيص السريري. وبالمثل فيجب التمييز ما بين الممارسات السادية الجنسية القائمة بين شخصين بالتراضي والمعروفة بالاختصار الإنجليزي بي دي إس إم (BDSM)، وبين أعمال العنف أو الاعتداء الجنسي غير القائمة بالتراضي باستخدام القوة أو الإكراه.

## التعريف وأصل التسمية

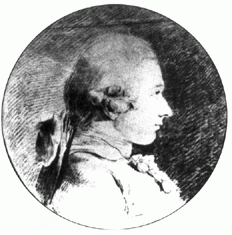
"بورتريه ماركيز دي ساد" بريشة شارل إيميديه فيليب فان لو تعود لعام
1761

يُستعمل مصطلح «سادية-مازوخية» في سياقاتٍ عدة. فقد يُستخدم للإشارة إلى من هو قاسي أو من ألحق المصائب بنفسه بينما يعتبره الأطباء النفسيون حالة مرضية. ولكن اقترحت الأبحاث حديثة العهد أن السادية-المازوخية ليس إلّا محض اهتمام جنسي وليست من الأعراض المرضية الدالة على تعرض الشخص للإساءة أو لمشكلة جنسية فلا يصيب الأشخاص الممارسين للسادية-المازوخية أي أذى أو ضرر وليسوا معرضين للخطر كما كان الاعتقاد سائداً.
كانت الكلمتان اللتان تم دمجهما في هذا المركب، «السادية» و«المازوخية»، مستمدة أصلاً من أسماء مؤلفين. يرجع أصل مصطلح «السادية» إلى اسم الماركيز دي ساد (1740-1814)، الذي لم يُمارس السادية الجنسية فحسب، بل كتبَ روايات حول هذه الممارسات، ومن أشهرها جوستين.
وسُميت «المازوخية» (الماسوشية) نسبةً إلى ليوبولد فون ساشر-ماشوك، الذي كتب الروايات معرباً عن أوهامه وتخيلاته المازوخية. اُختِير هذان المصطلحان لأول مرة لتحديد الظواهر السلوكية البشرية وتصنيف الأمراض النفسية أو السلوك المنحرف. هذا وقد أدخل الطبيب النفسي الألماني ريتشارد فون كرافت إيبينغ مصطلحات «السادية» و «مازوخية» إلى المصطلحات الطبية في عمله على «بحث جديد في مجال علم الأمراض النفسية للجنس» (بالألمانية: Neue Forschungen auf dem Gebiet der Psychopathia sexualis) في عام 1890.
وصف سيغموند فرويد السادية-المازوخية في كتابه «ثلاثة أبحاث حول النظرية الجنسية» (بالألمانية: Drei Abhandlungen zur Sexualtheorie) في عام 1905، معتبرا بأنها تنبع من التطور النفسي الشاذ منذ الطفولة المبكرة. كما وضع الأساس للمنظور الطبي المقبول على نطاق واسع حول هذا الموضوع في العقود التالية. وقد أدى هذا إلى الاستخدام الأول لمصطلحات المصطلح السادية-المازوخية في لوريرايون من قبل المحلل النفسي الفيزيائي اسيدور اسحق ساججر في عمله الذي حمل عنوان «حول العقدة السادية-المازوخية» (بالألمانية: Über den sado-masochistischen Komplex) في عام 1913.
احتج ناشطو البي دي إس إم خلال أواخر القرن العشرين على هذه الأفكار، فجادلوا لأنه، وحسب رأيهم، يعتمدون على فلسفتين من الأطباء النفسيين، (فرويد وكرافت-إيبينغ)، اللذين أقيمت نظرياتهما على افتراض علم النفس المرضي وملاحظاتهما الأمراض النفسية على المرضى. وقد انتُقِدت تسمية الدليل التشخيصي والإحصائي للاضطرابات النفسية التي تشير إلى علم النفس المرضي الجنسي لأنها تفتقر إلى الصدق العلمي.
وعلى النقيض من الأطر التي تسعى إلى شرح السادية-المازوخية من خلال الأساليب النفسية، أو التحليلية النفسية، أو الطبية، أو الشرعية، والساعية إلى تصنيف السلوك والرغبات، وإيجاد سبب جذري، فإن رومانا بيرن يوحي بأن مثل هذه الممارسات يمكن اعتبارها أمثلة على «الجمالية الجنسية»، التي لا يكون لها دافع فيزيولوجي أو نفسي مؤسسي. بدلا من ذلك، فوفقا لبيرن، يمكن ممارسة السادية-المازوخية من خلال الاختيار والمداولة، مدفوعةً بأهداف جمالية معينة مرتبطة بالأسلوب والمتعة والهوية، والتي تدعي في ظروف معينة أنها يمكن أن تقارن مع خلق الفن.

## علم النفس

### المنظور التاريخي
تم إدخال كلا المصطلحين إلى المجال الطبي من قبل الطبيب النفسي الألماني ريتشارد فون كرافت إيبنغ في مجموعة من دراسات الحالة الخاصة به عام 1886. الألم والعنف الجسدي ليسا ضروريين في مفهوم كرافت إيبينغ، وعرف «المازوخية» (الماسوشية) بالكامل من حيث إمكانية السيطرة. وقد أشار سيغموند فرويد، وهو محلل نفسي ومعاصر لكرافت إيبينغ، إلى أنهما غالباً ما يوجدان في نفس الأفراد، ويجمع الاثنان في كيان واحد ثنائي التفرع يعرف باسم «السماقوزية» (السماق السماغية الألمانية، غالباً ما يتم اختصاره كـ S&M أو S/M).
أضاف فرويد إلى «المازوخية» مصطلحات أساسية وثانوية. على الرغم من أن هذه الفكرة قد جاءت في سياق عدد من التفسيرات، ففي حالة المازوخية الابتدائية يكون الشخص المازوخي (الماسوشي) بحالة رفض كاملة لا جزئية، من قبل النموذج/الشخص أو الشيء المدبر (أو السادي)، وربما يكون الأمر تافسيا عندما يكون النموذح صاحب مفضل له مثلا. وطبقا للتحليل النفسي الفرويدي فقد يكون السبب وراء الرفض الكامل للممارسة لاعتقادهم أنها تؤدي للموت. أما في المازوخية الثانوية، على النقيض من ذلك، يواجه المازوخي رفضًا أقل جدية ولكن يكون الرفض الأكبر والعذاب المتكلف من قبل النموذج/الشخص.
افترض كرافت إيبينغ وفرويد أن السادية لدى الرجال نتجت عن تشويه العنصر العدواني في غريزة الذكورة الجنسية. وكان يُنظر مع ذلك إلى المازوخية عند الرجال على أنها انحراف وشذوذ واضحين، وخلافا لطبيعة النشاط الجنسي الذكوري. شكك فرويد في أن المازوخية بالأصل كانت عند الرجال نزعة وميول بالدرجة الأولى، وتكهن بأنها قد تكون موجودة فقط كتحويل للسادية. أما السادية عند النساء فحصتها من المناقشات قليلة نسبيا، كما كان يُعتقد في السابق أنها أكثر شيوعا في الرجال منها عند الإناث ولكن أظهرت الأبحاث فيما عدم دخول جنس الفرد كعامل في تحدد ميل الإنسان للسادية.
جادل هافيلوك إليس، في دراساته حول علم النفس في الجنس، بأنه لا يوجد تمييز واضح بين جوانب السادية-المازوخية، وأنه يمكن اعتبارها حالات عاطفية مكملة. كما أنه أشار إلى النقطة الهامة التي مفادها أن السادية السماقية (المازوخية) لا تعني سوى الألم فيما يتعلق بالمتعة الجنسية، وليس فيما يتعلق بالقسوة، كما اقترح فرويد. بعبارة أخرى، يرغب الساديونجيون عمومًا في أن يُلحق الألم أو يتلقاه بالحب، وليس في سوء المعاملة، وذلك من أجل متعة أحد المشاركين أو كليهما.
هنا، يتطرق إليس إلى الطبيعة المتناقضة في كثير من الأحيان لممارسات السادية والمازوخية التي يتم الإبلاغ عنها على نطاق واسع. توصف بأنها ليست مجرد ألم لبدء المتعة، ولكن العنف - "أو تحفيز الأعمال العنيفة اللارادية - قيل انها دافع للتعبير عن الحب.
في مقالته «البرودة والقسوة» (في الأصل مقدمة ساشر - ماسوش، 1967) ورفض جيليز ديلوز مصطلح السادية المازوخية لأنه عدَّهُ مصطنعا ولا سيما في سياق العمل الماسوشي المثلي الحديث ساشر - ماسوشس «فينوس في فورس». مقوله ديلوز المعاكسة ما هي الا نزعة وميل للسادية وترتكز على رغبة مكثفة يتم إسحضارها أو تعزيزها من خلال الإحباط بسبب تأجيل الإشباع. وإذا ما أخذنا إلى أقصى حد، فإن التأخير الذي لا يمكن احتماله إلى حد غير مسمى «يكافأ» بتأخير عقابي دائم، يتجلى في صورة برودة لا تتزعزع.
والممارس للماسوشية تأتيه المتعة كما يقول ديلوز من «التعاقد والاتفاق» وبهذه العملية يسيطر طرف على الأخر ليجعله بنهاية المطاف شخص بارد وقاس. يكون العكس في السادية حيث تستمد المتعة من «القانون والحزم»: حيث يتضمن ذلك قوة وحزم لا يمكن صده وبه يخضع طرف طرفا اخرا تحت قبضته.
إن المحاولات السادية لتدمير الأنا في محاولة لتوحيد الهوية والأناوية الفائقة، في واقع الأمر يرضي معظم الرغبات الأساسية التي يستطيع السادي أن يعبر عنها بينما يتجاهل أو يثبط تمامًا إرادة الأنا، أو الضمير. وهكذا، يحاول ديلوز أن يزعم أن المازوخية والسادية تنشأ من هذه الدوافع المختلفة التي تجعل الجمع بين المصطلحين بلا معنى ومضللاً. يتم التعامل مع تصور المازوخية لرغباتهم السادية الذاتية المخضبة من قبل ديليوز ك ردود فعل على التجربة السابقة من التجسيد السادي. (على سبيل المثال، فيما يتعلق بعلم النفس، استرضاء دفاعي قهري لمشاعر الشعور بالذنب المرضي على عكس الإرادة الحرة القوية).
قبل ديلوز، قدم سارتر نظريته الخاصة عن السادية والمازوخية، والتي كان من المحتمل أن تكون حجة ديلكوز التفسيرية، التي استبعدت التناظر بين الدورين. لأن المتعة أو القوة تكون في النظر إلى الضحية بشكل بارزأثناء ممارسة السادية والمازوخية، وتمكن سارتر من ربط هذه الظاهرة بفلسفته الشهيرة «نظرة الآخر». حيث جادل سارتر أن المازوخية هي محاولة تكون منقبل النفس ذاتها ولأجلها ويكون الشخص فيها بكامل ادراكهه ووعيه من أجل التقليل من النفس والإذلال بها للعدم، وتصبح كائنًا غارقًا في «هاوية شخصية الأخرين». أما حسب معنى سارتر فإنه، نظراً لأن «المرء نفسه» يرغب في الوصول إلى وجهة نظر يكون فيها الفاعل وشيئا بنفس الوقت، لذلك إحدى الإستراتيجيات الممكنة هي جمع وتكثيف كل شعور وموضع يظهر فيه الذات كشيء ليتم رفضها واختبارها وإهانتها وبهذه الطريقة تسعى جاهدة من أجل نفسها إلى وجهة نظر يكون فيها موضوع واحد فقط في العلاقة، والذي سيكون على حد سواء الشخص المعتدي والمسيء. على العكس من ذلك، عقد سارتر السادية لتكون محاولة للقضاء على الشخصية الذاتية من الضحية.
قد تبدو هذه الحجة أقوى إذا كان من المفهوم أن نظرية «نظرة على الآخر» هي إما جانب من جوانب كليات الرغبة، أو بطريقة ما هي هيئة التدريس الأساسية فيها.
وأخيرًا، بعد رواية ديليوز، أدرج رينيه جيرار روايته للماسوشيون في «الأشياء المخفية» منذ بدءالعالم، في الأصل ديس شوسيس cachées depuis la fondation du monde، 1978، مما جعل الفصل المتعلق بالمازوخية جزءًا متماسكًا من نظريته في رغبة المحاكاة. في هذه النظرة للسادية المازوخية، يُعتبر عنف الممارسات تعبيراً عن تنافس طرفي تطوّر حول حب الجسد الفعلي.

### علم النفس الحديث
يوجد عدد من الأسباب التي تُعطي ممارسي السادية والمازوخية شعوراً بالمتعة، وتعتمد الإجابة اعتماداً كبيراً بالرجوع إلى الفرد. إن الأخذ بدور الامتثال أو العجز بالنسبة للبعض يقدمُ شكلاً من أشكالِ الهروب العلاجي من ضغوط الحياة أو المسؤولية أو من الشعور بالذنب. أما بالنسبة للآخرين، فإن الوقوع تحت سلطة ووجود جهة قوية ومسيطرة عليه/عليها قد تُثير مشاعر السلامة والحماية المرتبطة بمرحلة الطفولة، فهم أيضاً قد يستمدون الرضا من الحصول على الموافقة. وبالنظر للأمر من ناحية أخرى، فإن ممارس السادية قد يعطي شعور التمتع بالسلطة والسلطة التي تأتي من لعب الدور المسيطر والمهيمن، أو قد يستجلب السادي المتعة استجلاباً غير مباشر من المعاناة التي تقع على الشخص المازوخي.
قال المؤلف ومستشار الطب النفسي في صحيفة نيويورك ديلي نيوز الدكتور جوزيف ميرلينو، خلال مقابلةٍ بأن العلاقة السادية-المازوخية لا تُشكل مشكلة نفسية بحد ذاتها طالما كانت العلاقة توافقية بين الطرفين:
| سادية مازوخية    | إنها لمشكلة فقط إذا كانت تجعل هذا الفرد يواجهُ صعوبات، أو إذا كانَ غيرَ راضٍ عنها، أو أنها تُسببُ له مشاكل في حياته الشخصية أو المهنية. فإذا لم يكن الأمرُ كذلك، فأنا لا أرى ذلك كمشكلة. لكن بافتراضِ أنها كانت مشكلة، ما أود أن أتساءل عنه هو ما هي بيولوجيته التي من شأنها أن تسبب الميل نحو المشكلة، وما هي التجارب التي مر بها هذا الشخص ديناميكياً، والتي قادته نحو أحد نطاقات الطيف. | سادية مازوخية |
| — جوزيف ميرلينو، | |               |

عادةً ما يتفق عليه علماء النفس هو أن التطور الجنسي المبكر للإنسان يمكن أن يكون له أثر عميق على طبيعة الحياة الجنسية في وقت لاحق من حياة الفرد. ومع ذلك فيبدو أن الرغبات السادية-المازوخية تظهر وتتشكل في مجموعةٍ متنوعة من الأعمار. يفيد بعض الأفراد بوجود هذه الرغبات قبل بلوغهم، أما أشخاص آخرين فلا يكتشفوها حتى سن البلوغ. ووفقاً لما أظهرته إحدى الدراسات، فإن غالبية الرجال الممارسين للسادية والمازوخية (نسبة 53% منهم) طورت اهتماماتهها ورغباتها هذه قبل أن يبلغو سن الخامسة عشر من العمر، بينما غالبية الإناث (نسبة 78% منهن) تطورت اهتمامهن بهذه الرغبات بعد ذلك السن (بحث بريسلو، وإيفان، ولانقلي عام 1985). ووجِد أن انتشار السادية والمازوخية في عموم السكان غير معروف. فقد خلُصت بعض الدراسات الاستقصائية عن تماثل انتشار نسب الخيالات والنزوات السادية بين الإناث والذكور على حدٍ سواء، وذلك رغمَ أن النساء من الساديات أقل بروزاً من نظرائهم الذكور. تدل النتائج التي توصلت إليها هذه الدراسات إلى أن جنس الشخص ليس من بين العوامل التي تحدد الميل للسادية.

## التصنيف الطبي والجنائي

### التصنيف الطبي
تغيّر الرأي الطبي حيال مسألة السادية-المازوخية مع مرور الزمن. دائماً ما صُنّفت السادية والمازوخية بصورة منفصلة في الدليل التشخيصي والإحصائي للاضطرابات النفسية الصادر عن الجمعية الأمريكية للأطباء النفسيين، إذ أصيفت السادية إلى الدليل بطبعته الأولى عام 1952، أما المازوخية فقد أضيفت إلى الدليل في الطبعة الثانية عام 1968. ما زال علم النفس المعاصر يدرس السادية والمازوخية بصورة منفصلة ويصنفهما إما كنمط من أنماط الحياة أو كحالة طبية.
تقوم الطبعة الخامسة والحالية من الدليل التشخيصي والإحصائي باستبعاد الممارسات السادية والمازوخية القائمة بالتراضي بين الأفراد (BDSM) من التشخيص على أنها اضطراب عندما لا تعود هذه الممارسات الجنسية بالأذى أو الضائقة على الفرد. يذكر القسم (F65) من المراجعة العاشرة للتصنيف الدولي للأمراض أنه «يشيع استخدام درجات خفيفة من التحفيز السادي-المازوخي من أجل تحسين نشاط جنسي طبيعي خلافا». وتنص الإرشادات التشخيصية الخاصة بالمراجعة العاشرة للتصنيف الدولي للأمراض أنه ينبغي إجراء مستوى التشخيص هذا فقط في حالة كان «النشاط السادي-المازوخي أهم مصدر من مصادر التحفيز الضرورية للوصول إلى الإشباع الجنسي».
عملت منظمة في أوروبا تدعى «ريفايز F65» على إزالة السادية المازوخية من التصنيف الدولي للأمراض، حيث يعني اسم المنظمة «ألْغَ F65» في إشارة إلى القسم F65 من المراجعة الدولية للأمراض. أصبحت الدنمارك عام 1995 أول دولة عضو في الاتحاد الأوروبي تقوم بإزالة السادية المازوخية بالكامل من تصنيفها الوطني للأمراض. وتبعتها السويد عام 2009، فالنرويج عام 2010 ومن ثم فنلندا عام 2011. تُظهر الاستطلاعات الحديثة حول مدى انتشار نزوات الـBDSM وممارساتها، وجود اختلافات كبيرة في نطاق النتائج التي تتوصل إليه هذه الاستطلاعات. ومع ذلك، يفترض الباحثون أن نسبة متراوحة ما بين 5% إلى 25% من الأفراد يمارسون سلوكيات جنسية مرتبطة بالألم أو الهيمنة والقمع. ويُعتقد أن نسبة الأفراد الذين تراودهم نزوات مرتبطة أكبر من ذلك.
إن التصنيف الدولي للأمراض في طور المراجعة، وقد عكست المسودات الحديثة هذه التغييرات في المعايير الاجتماعية. قامت النسخة الحادية عشر التجريبية من التصنيف الدولي للأمراض اعتبارا من أغسطس 2016، بتفكيك معظم الأشياء المدرجة في القسم العاشر من التصنيف الدولي للامراض (قسم F65)، حيث حصرت الأنشطة المرضية بتلك التي تكون إما قسرية أو مؤلمة للفرد الذي يرتكبها، وتستبعد تحديداً الأنشطة التوافقية القائمة بالتراضي بين الأفراد، أي السادية والمازوخية الجنسية من اعتبارها حالة مرضية.

### التصنيف الجنائي
قام أنيل آغوال بتقسيم السادية والمازوخية إلى مستوياتٍ عدة في سياق علم الأدلة الجنائية على النحو الآتي:
مازوخيون جنسيون
- المستوى الأول: تراوده نزوات ولكنه لا يسعى لتحقيقها. قد ترجح عليه الصفات السادية مع وجود نزعات مازوخية صغيرة أو قد لا يكون مزدوجا في ساديته ومازوخيته وفيه نزعات مازوخية صغيرة.
- المستوى الثاني: مزيج متساوي من النزعات المازوخية والسادية. يرغب بتلقي الألم ولكن يحب أن يبقى الشريك المهيمن في العلاقة (في هذه الحالة صفات سادية). يستطيع الوصول للنشوة الجنسية دون التعرض للإذلال أو الشعور بالألم.
- المستوى الثالث: مازوخي وله نزعات سادية ضئيلة أو ليس لديه أي نزعات سادية. يفضل الشعور بالألم والإذلال وهو ما يسهل وصوله للنشوة الجنسية. قادر على تحقيق ارتباط رومانسي.
- المستوى الرابع: مازوخي بصورة حصرية فلا يستطيع إقامة علاقات رومانسية نمطية وليس قادرا على الوصول للنشوة الجنسية إلا من خلال الشعور بالألم والإذلال.

ساديون جنسيون
- المستوى الأول: تراوده نزوات جنسية ولكنه لا ينفذها.
- المستوى الثاني: يقوم بتنفيذ ما يتراوده من دوافع سادية مع شريك مازوخي أو غير ذلك بالتراضي.
- المستوى الثالث: يقوم بتنفيذ ما يتراوده من دوافع سادية مع ضحايا دون وجود تراضي مع الطرف الآخر ولكنه لا يؤذي أحد بإصابة بالغة ولا يقتل أحد. قد يعتبر من المغتصبين الساديين.
- المستوى الرابع: لا يقوم بتنفيذ دوافعه إلا مع ضحايا دون وجود تراضي معهم وسيلحق بهم أذى بالغ أو يؤدي إلى مقتلهم.

يكمن الاختلاف ما بين المستويين الأول والثاني وبين المستويين الثالث والرابع في وجود التراضي من عدمه.

## بي دي إس إم
يستخدم مصطلح BDSM للتعبير عن الممارسات السادية الجنسية القائمة بين شخصين بالتراضي. العديد من السلوكيات مثل الردف، والدغدغة ودغات الحب تحتوي على عناصر السادية والمازوخية. حتى إذا كان الطرفان يوافقان قانونًا على مثل هذه الأفعال، فقد لا يتم قبول ذلك كدفاع ضد التهم الجنائية.
وقد قيل إن القانون في العديد من البلدان يتجاهل الطبيعة الجنسية للسادية المازوخية - أو حقيقة أن المشاركين يدخلون هذه العلاقات طواعيةً لأنهم يستمتعون بالتجربة. وبدلاً من ذلك، فإن نظام العدالة الجنائية يركز على ما يعتبره سلوكًا خطيرًا أو عنيفًا. ما يعنيه هذا أساسا هو أنه بدلا من محاولة فهم واستيعاب السادية السائدة والحاصلة بقبول وموافقة الشخص الآخر بطوعية، ينظر القانون عادة إلى هذه الحالات كحالات اعتداء. ويمكن ملاحظة ذلك من خلال الحالة المعروفة في بريطانيا، حيث تمت محاكمة 15 رجلاً بسبب مجموعة من الجرائم المتعلقة بالسادية المازوخية.
تأسست سامويس، أقدم منظمة معروفة للمراهقين في الولايات المتحدة، في سان فرانسيسكو عام 1978.
قد تتضمن الأعمال القاسية للسادية والمازوخية تعذيباً بالتراضي للأجزاء الحساسة من الجسم، مثل تعذيب القضيب والخصيتان عند الذكور، وتعذيب الثدي والتعذيب الجنسي بشكل عام للإناث. وقد تشمل الأفعال الشائعة لكلا الجنسين تعذيب الحمار (مثلا باستخدام المنظار)، وتعذيب الأنف، وما إلى ذلك. في الحالات القصوى، يمكن أن تشمل السادية والمازوخية الأوهام أو الحوافز أو السلوك الجنسي الذي يسبب اضطرابًا أو ضعفًا ملحوظًا في الوظائف الاجتماعية أو المهنية أو غيرها من المجالات المهمة من العمل، لدرجة أنها يمكن اعتبارها جزءا من الاضطراب العقلي.
خمسون ظلا هي سلسلة روائية رومانسية شبقية اطمن تأليف الأديبة البريطانية إي. إل. جيمس والتي تتناول موضوع السادية والمازوخية. ومع ذلك فقد تعرضت الروايات للانتقاد بسبب تصويرها غير الدقيق والضار للسادية المازوخية. وقد صدرت سلسلة أفلام تستند عليها والتي تم انتقادها بالمثل.

## مزيد من القراءة
- Falaky, Faycal (2014). Social Contract, Masochist Contract: Aesthetics of Freedom and Submission in Rousseau. Albany: State University of New York Press. (ردمك 978-1-4384-4989-0)
- Newmahr, Staci (2011). Playing on the Edge: Sadomasochism, Risk and Intimacy. Bloomington: Indiana University Press. (ردمك 0-253-22285-0).
- Phillips, Anita (1998). A Defense of Masochism. (ردمك 0-312-19258-4).
- Odd Reiersol, Svein Skeid:The ICD Diagnoses of Fetishism and Sadomasochism, in Journal of Homosexuality, Harrigton Park Press, Vol.50, No.2/3, 2006,pp. 243–262
- Saez, Fernando y Olga Viñuales, Armarios de Cuero, Editorial Bellaterra, 2007. (ردمك 978-84-7290-345-6)
- Spengler، Andreas (1977). "Manifest sadomasochism of males: results of an empirical study". Archives of Sexual Behavior. ج. 6 ع. 6: 441–56. DOI:10.1007/BF01541150. PMID:931623.
- Uebel، Michael (2012). "Psychoanalysis and the Question of Violence: From Masochism to Shame". American Imago. ج. 69 ع. 4: 473–505. DOI:10.1353/aim.2012.0022.
- Weinberg, Thomas S., "Sadomasochism in the United States: A Review of Recent Sociological Literature", The Journal of Sex Research 23 (Feb. 1987) 50-69

## وصلات خارجية
- مقالة «الألم والشبقي» بقلم ليسلي هول (بالإنجليزية)